# Louis Pascault de Poléon
Jean Charles Marie Louis Pascault, marquis de Poléon (né en 1749 et mort à Baltimore le 31 mai 1824), est un planteur et négociant français.

## Biographie

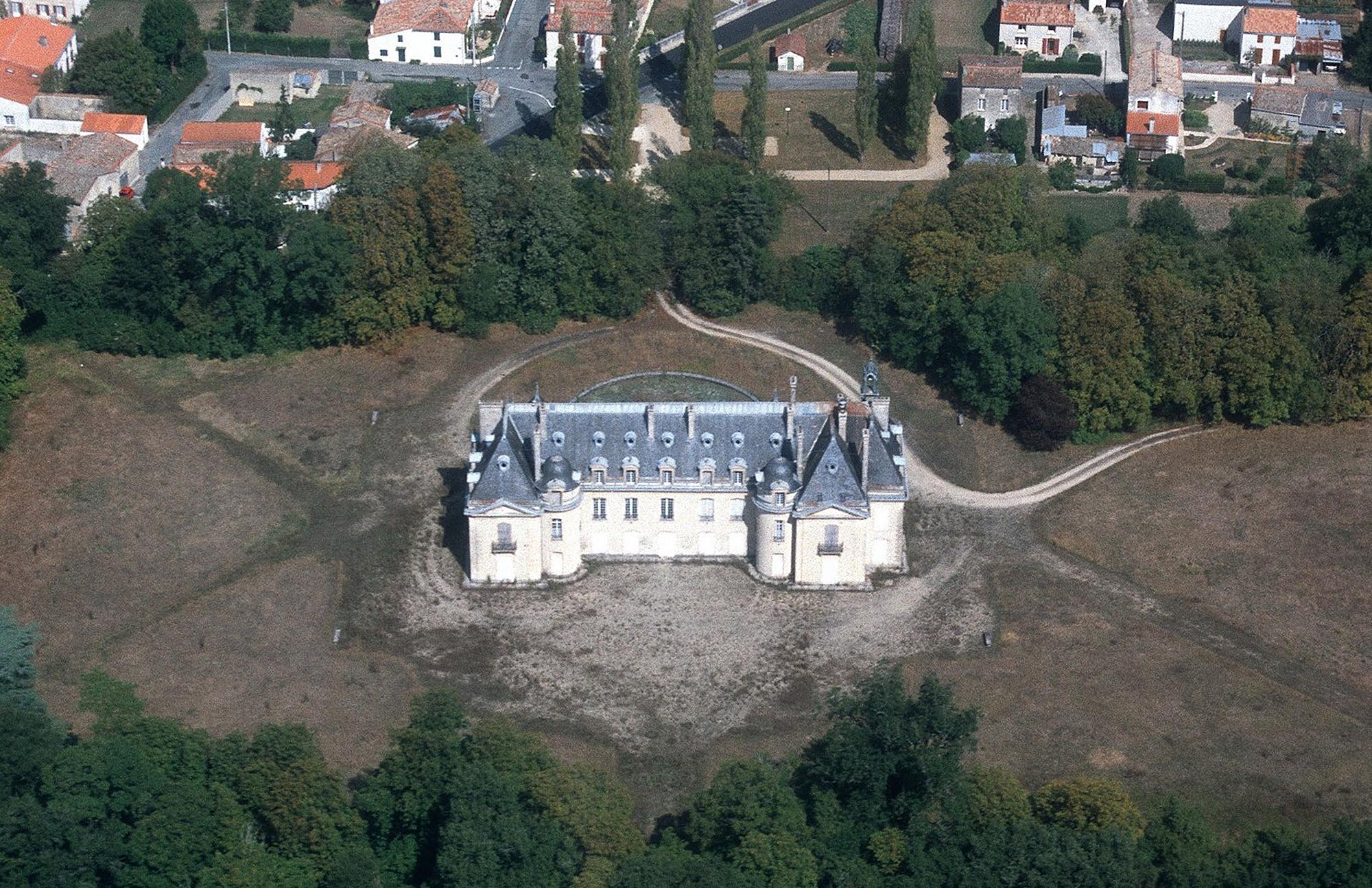
Le château de Poléon, à Saint-Georges-du-Bois (Aunis).

Jean Charles Marie Louis Pascault est le fils de Jean-Charles-Alexandre Pascaud, marquis de Poléon (1717-1779), capitaine au régiment de Laval-infanterie, et d'Anne Marie Pascaud (fille d'Antoine Pascaud et sœur de Joseph-Marie Pascaud). Son frère épouse la fille de Gaspard Cochon-Dupuy.
Pascault s'établit dans la prospère colonie française de Saint-Domingue pour faire fortune.
À la suite de la révolution haïtienne, durant laquelle deux de ses enfants sont tués avec leurs nourrices, Pascault et sa famille fuient leur plantation et émigre aux États-Unis, au lieu de la France où se déroule également la révolution.
Marié à Mary Magdalene Slye (1763-1830), du comté de Charles. Ensemble, ils sont les parents de :
- Louis Charles Pascault, marquis de Poleon (1790-1867), capitaine dans la guerre du Mexique, époux d'Ann E. Goldsborough (petite-fille de Robert Goldsborough)
- Henriette Pascault (1784-1828), épouse du général Jean-Jacques Reubell, qui est venu à Baltimore avec Bonaparte
- Eleanora C. Pascault (1799–1870), épouse du général Columbus O'Donnell (en), président de la Baltimore's Gas and Light Company
- Josephine Mary Pascault (1801–1885), épouse du banquier James Gallatin (en) (fils aîné d'Albert Gallatin)

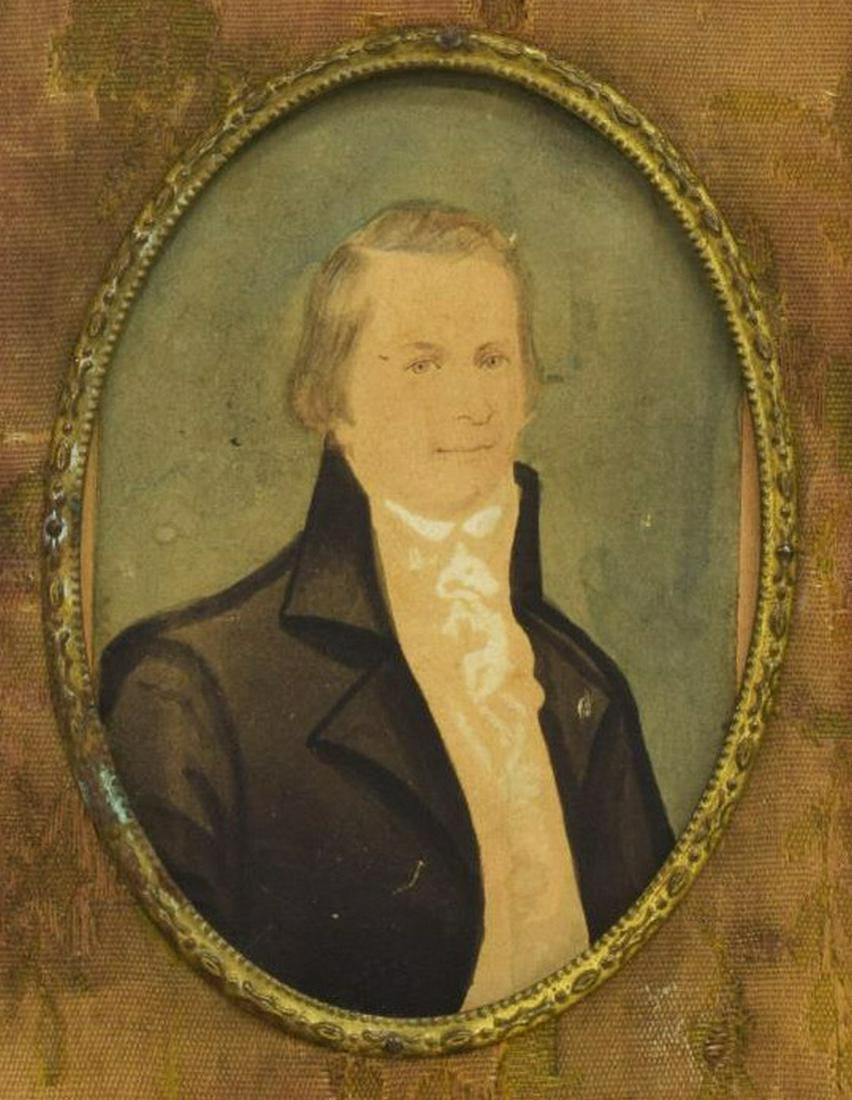
Louis Charles Pascault, marquis de Poleon.
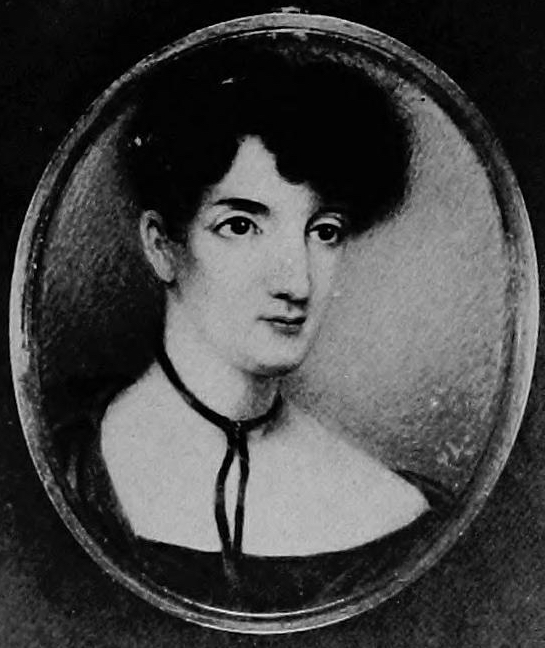
Eleanor Pascault O'Donnell
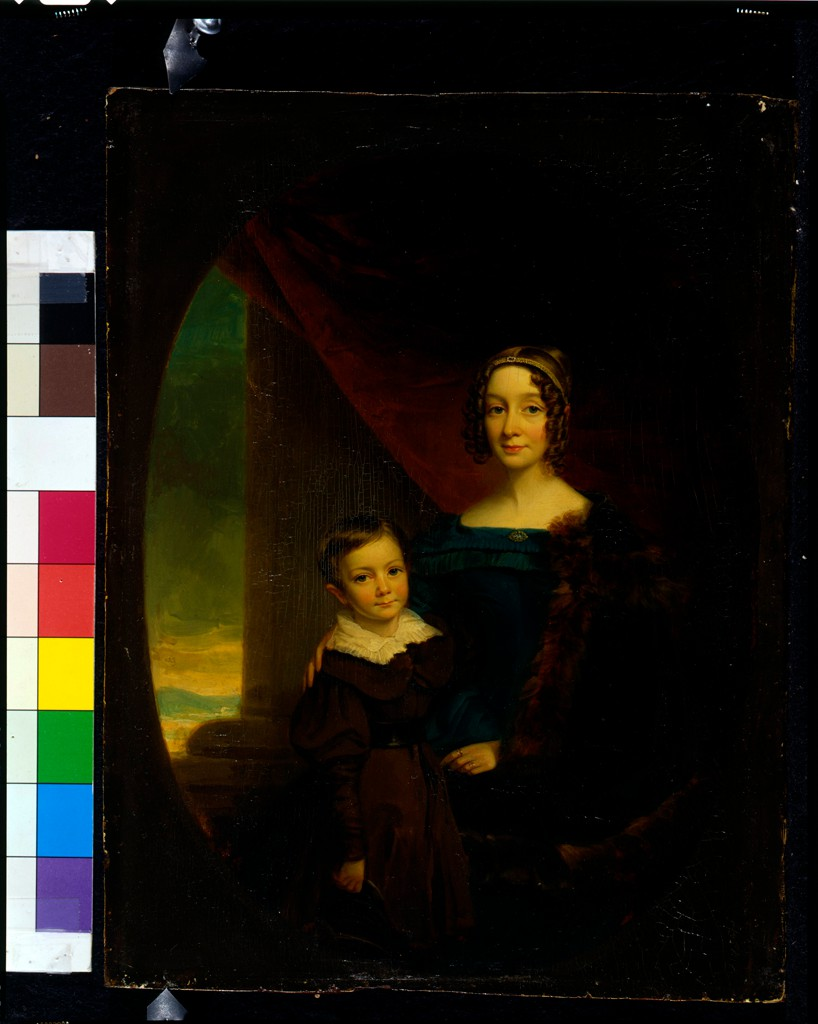
Josephine Mary Pascault Gallatin et son fils Albert Gallatin II.

Vers 1790, il s'installe ainsi à Baltimore, Chatsworth, un grand manoir de campagne sur Saratoga Street entre Pine et Green, qui était autrefois la propriété du membre du Congrès continental Edward Biddle (en). Il devient un marchand de premier plan, profitant rapidement du commerce en plein essor de la ville en pleine croissance. En 1793, Pascault reçoit environ 1 500 réfugiés de Saint-Domingue "lorsque leurs maisons furent perdues dans une révolte d'esclaves" et "organisa leur abri et leurs moyens de subsistance et créa une bibliothèque à leur usage qui devint plus tard la Library Co. de Baltimore".
C'est lors d'un dîner à la résidence du marquis de Poleon que Jérôme Bonaparte, le plus jeune frère de Napoléon et futur roi de Westphalie, est officiellement présenté à l'amie proche de sa fille Henriette, Elizabeth Patterson, qui est elle-même la fille de l'homme d'affaires du Maryland et fondateur du Baltimore and Ohio Railroad William Patterson (en). Bonaparte tombe amoureux d'Elizabeth et l'épouse en 1803.
En 1816, Pascault, en collaboration avec le maître d'œuvre Rezin Wight et le marchand William Lorman (président de la Bank of Baltimore (en)), charge William F. Small de concevoir la rangée de maisons de style fédéral adjacentes à son domaine connu sous le nom de Pascault Row (en). La rangée de huit maisons a été construite en 1819 sur Lexington Street et, aujourd'hui, fait partie des premiers exemples de maisons en rangée de Baltimore. La rangée est devenue le foyer de certaines des familles les plus riches et les plus importantes de Balitmore, y compris son gendre, le général Columbus O'Donnell (en) et l'évêque William Rollinson Whittingham (en).
Pascault est un membre actif de l'église catholique romaine Saint-Pierre (en) (le prédécesseur de la cathédrale de Baltimore), mais est excommunié par l'archevêque Ambrose Maréchal (en) dans "une dispute sur le mariage de sa fille avec un non-catholique".
Le marquis de Poléon meurt le 31 mai 1824 à Baltimore. Le château de Poléon est resté entre les mains de la famille Pascault pendant de nombreuses années.

## Sources
- (en) Cet article est partiellement ou en totalité issu de l’article de Wikipédia en anglais intitulé « Louis Pascault, Marquis de Poleon » (voir la liste des auteurs).